# Guebenhouse
Guebenhouse là một xã trong vùng Grand Est, thuộc tỉnh Moselle, quận Sarreguemines, tổng Sarreguemines-Campagne. Tọa độ địa lý của xã là 49° 04' vĩ độ bắc, 06° 56' kinh độ đông. Guebenhouse nằm trên độ cao trung bình là 250 mét trên mực nước biển, có điểm thấp nhất là 219 mét và điểm cao nhất là 288 mét. Xã có diện tích 4,46 km², dân số vào thời điểm 1999 là 392 người; mật độ dân số là 87 người/km². Xã thuộc Pháp từ năm 1766.

## Thông tin nhân khẩu
| 1962 | 1968 | 1975 | 1982 | 1990 | 1999 |
| ---- | ---- | ---- | ---- | ---- | ---- |
| 299  | 318  | 316  | 410  | 414  | 392  |